# Gustav Schulenburg

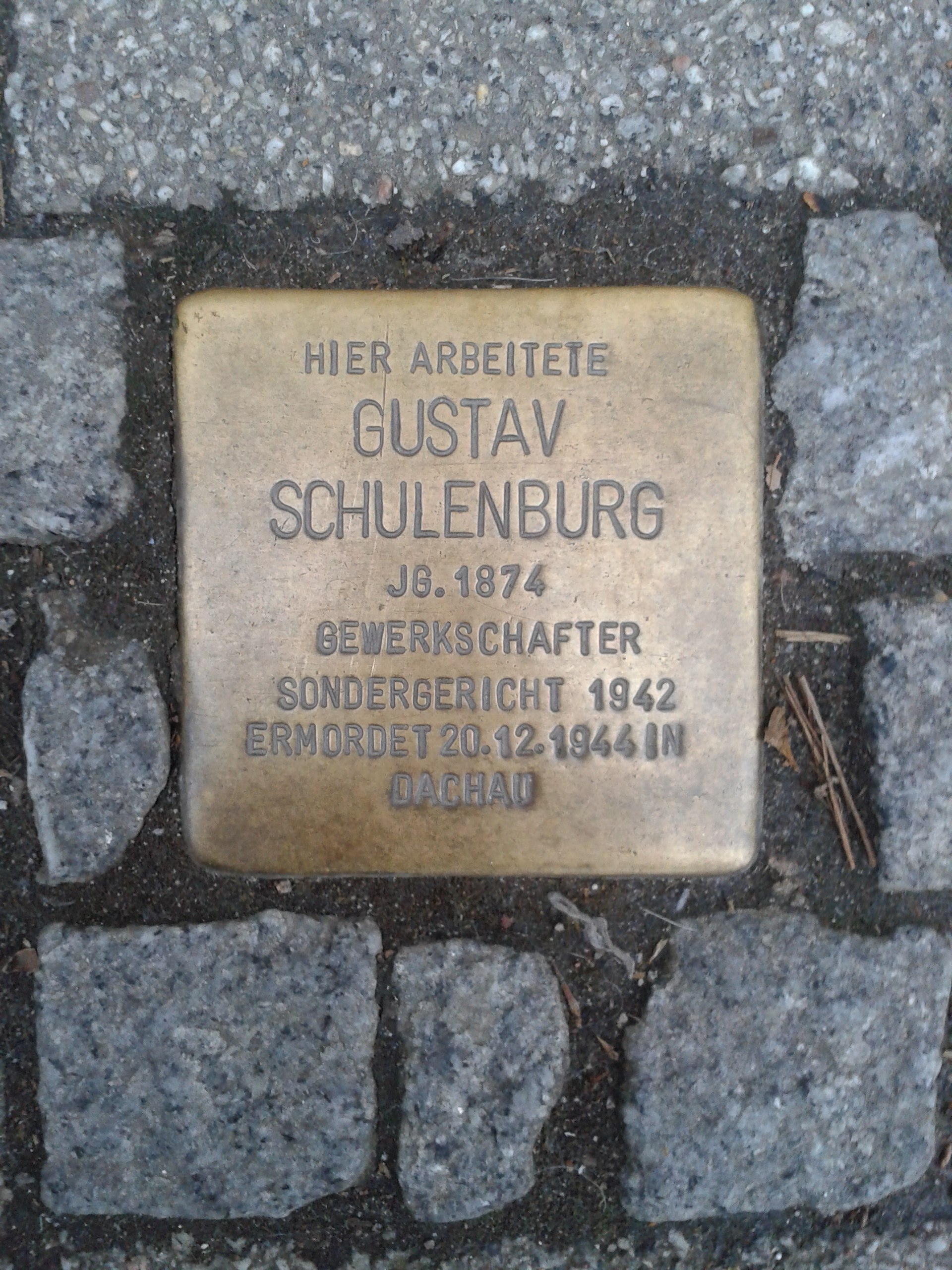
Stolperstein für Schulenburg in der Karlsruher Lammstraße

Gustav Schulenburg (geboren am 7. März 1874 in Freiburg im Breisgau; gestorben am 20. Dezember 1944 im KZ Dachau) war ein deutscher Kommunalpolitiker, Angehöriger der gewerkschaftlichen Arbeiterbewegung und Widerstandskämpfer gegen den Nationalsozialismus.

## Leben und Wirken

### Wirken bis 1933
Gustav Schulenburg erlernte den Beruf des Schlossers. Von 1906 bis 1918 war er in Straßburg als Bevollmächtigter des gewerkschaftlichen Deutschen Metallarbeiterverbands (DMV) tätig und Mitglied der SPD. Nach dem Ersten Weltkrieg musste er Frankreich 1918 verlassen. 
Von 1919 bis 1933 war Schulenburg Erster Bevollmächtigter des Karlsruher Ortskartells des DMV, einer Vorläuferorganisation der heutigen IG Metall Karlsruhe und Vorsitzender des Ortskartells des Allgemeinen Deutschen Gewerkschaftsbundes (ADGB). Kommunalpolitisch war er mehrere Jahre Vorsitzender der Karlsruher SPD und von 1931 bis 1933 SPD-Stadtrat. Zudem gehörte er von 1923 bis 1933 dem Vorstand der Landesversicherungsanstalt Baden (LVA) an, seit 1923 als Stellvertreter und ab 1928 als erster Vertreter der Versicherten.

### Zeit des Nationalsozialismus
Nach der Machtergreifung der Nationalsozialisten kam Schulenburg durch seine Flucht zunächst in die Schweiz, dann nach Straßburg, einer geplanten Verhaftung im Zuge der Auflösung der Freien Gewerkschaften am 2. Mai 1933 zuvor. Die geplante Verhaftung wurde von Fritz Plattner, dem Landesobmann der NSDAP für Südwest und Gau-Betriebszellenleiter von Baden, der für die Zerschlagung der badischen Gewerkschaften zuständig war, organisiert. Als dieser mit SA-Leuten das Karlsruher Verbandshaus besetzte und Schulenburg nicht anwesend war, ließ Plattner dessen Frau und Sohn vorübergehend in Geiselhaft nehmen sowie die Wohnung und das Privatvermögen der Familie beschlagnahmen, um ihn so zu Rückkehr bzw. Selbstauslieferung zu zwingen.
Schulenburg arbeitete bis zu seinem Ruhestand 1939 wieder für die regionalen französischen Gewerkschaften. 1937 fungierte er als Vorsitzender des von der Exil-KPD in Paris beeinflussten Koordinationsausschusses deutscher Gewerkschaftler. Diese als antifaschistische Einheitsgewerkschaft gedachte Organisation hatte das Ziel, Widerstand gegen die nationalsozialistische Herrschaft in Deutschland zu leisten. Trotz seines Engagements legte Schulenburg wegen der starken kommunistischen Dominanz der Organisation den Vorsitz 1938 nieder.
Nach dem Einmarsch der Wehrmacht in Frankreich wurde er im Oktober 1940 in Colmar verhaftet. Er wurde zu zwei Jahren Haft wegen Vorbereitung zum Hochverrat verurteilt, die er in einem Karlsruher Gefängnis verbrachte,  kam aber nach der Strafverbüßung nicht frei. Stattdessen wurde er im November 1944 durch die Gestapo in das Konzentrationslager Dachau transportiert. Dort starb Schulenburg gesundheitlich und psychisch schwer angeschlagen am 20. Dezember 1944.

### Nachkriegsehrungen
Im Karlsruher Regionalzentrum der Deutschen Rentenversicherung Baden-Württemberg, der früheren Landesversicherungsanstalt Baden, ist eine Gedenktafel angebracht. 1991 benannte die Stadt Karlsruhe die Gustav-Schulenburg-Straße nach ihm.  Am 9. November 2006 wurde zu Ehren Schulenburgs ein Stolperstein in der Lammstraße Nr. 15 gelegt.

## Weblink
- Jürgen Schuhladen-Krämer: ‚Mit vorgehaltenem Revolver ...‘. Die Zerschlagung der freien Gewerkschaften 1933. Karlsruhe: Stadtgeschichte. In: Blick in die Geschichte Nr. 102 vom 21. März 2014